# 計画支援システム
計画支援システム（けいかくしえんシステム、planning support system）は、国土計画・都市計画分野において、情報技術を用いた計画デザインの視覚化を行い、専門家と住民の計画参加による計画意思決定を支援するシミュレーションシステムである。たとえば、仮想空間による計画デザインの視覚シミュレーション、地理情報システムを用いた土地利用の将来イメージのシミュレーションなどの事例がある。英文では、略字としてPPSもよく使われている。計画支援システムでは、計画を行う支援システムとデザインを支援行うものがあり、計画の支援として、経済、人口や雇用、土地利用、交通などの分野を統合的に支援するが、デザインの支援として、都市・建築におけるデザインの作成支援、3次元空間の視覚化のことであるが、専門家だけではなく、一般空間利用者による参加型デザイン案の作成などに支援を行うこともある。

## 書籍と論文
- 都市・建築の計画デザイン意思決定支援の最新動向
- 計画支援システム
- 仮想空間を用いた計画支援システムの事例